# Иво Грегуревић
Иво Грегуревић (Орашје, 7. октобар 1952 — Загреб, 2. јануар 2019) био је југословенски, босански и хрватски глумац.

## Биографија
Грегуревић је рођен у Доњој Махали код Орашја 7. октобра 1952. године. Глуму је дипломирао на Академији драмске умјетности у Загребу 1978. године.
Прву улогу имао је 1977. године у филму Не нагињи се ван као Филип, провинцијалац на раду у Немачкој, а исте године глумио и у филму Мећава, Антуна Врдољака у улози Ивана.
Члан ансамбла Драме ХНК у Загребу је постао 1986. године, где је играо у драма Шекспира, Чехова, Гогоља, Крлеже, Држића, Смоје и многих других.
Глумио је грубе и народске ликове у филмовима Осуђени (1987), Краљева завршница (1987) и филму Живот са стрицем (1988). Једну од најпознатијих улога одиграо је 1991. године у филму Чаруга као Јово Станисављевић Чаруга, а уједно и као женски лик снаше у истом филму.
Током своје каријере радио је на филмовима и серијама са Рајком Грлићем, Бранком Шмитом, Антуном Врдољаком, Лукасом Нолом и многим другима.
Добитник је великог броја награда за глуму, укључујући Награду Владимир Назор и Награду Хрватског друштва драмских уметника (1998) за улогу у филму Шокица и 2006. године за улогу у филму Дуга мрачна ноћ и истоименој ТВ серији.
Године 1995. у родном Орашју покренуо је фестивал под називом Дани хрватског филма.
Његова жена била је глумица Дубравка Остојић, са којом је имао сина Марка.
Преминуо је 2. јануара 2019. године у Загребу. Сахрањен је 8. јануара у родној Доњој Махали.

## Филмографија
| Год.       | Назив                                  | Улога                        |
| ---------- | -------------------------------------- | ---------------------------- |
| 1970-е     |                                        |                              |
| 1977.      | Не нагињи се ван                       | Филип                        |
| 1977.      | Мећава                                 | Иван                         |
| 1978.      | Случај Филипа Фрањића (ТВ)             |                              |
| 1978.      | Око                                    | Ива                          |
| 1978.      | Мачак под шљемом ТВ серија             | Репица                       |
| 1979.      | Књига другова                          |                              |
| 1979.      | Либеранови                             |                              |
| 1979.      | Градилиште                             | Милоје                       |
| 1979.      | Ђавоље сјеме (ТВ серија)               | Павле                        |
| 1979.      | Освајање слободе                       | Крга                         |
| 1979.      | Усијање                                | Рајко                        |
| 1980-е     |                                        |                              |
| 1980.      | Изгубљени завичај                      | Тона                         |
| 1981.      | Дувански пут                           | Рајко                        |
| 1981.      | Непокорени град                        | професор Храстински          |
| 1981.      | Високи напон                           | друг Владо                   |
| 1980-1981. | Вело мисто                             | нећак                        |
| 1981.      | Гости из галаксије                     |                              |
| 1982.      | Киклоп                                 | Креле                        |
| 1983.      | Киклоп (ТВ серија)                     | Креле                        |
| 1983.      | Хилдегард                              | Ђуро                         |
| 1983.      | Трећи кључ                             | Марко                        |
| 1984.      | Замке                                  | Мартин, мајор ОЗНЕ           |
| 1983.      | Раде Кончар (ТВ серија)                |                              |
| 1984.      | Дует за једну ноћ                      |                              |
| 1984.      | Један цијели људски вијек              |                              |
| 1984.      | Велики таленат                         | Мишо Крунић                  |
| 1985.      | Хајдучки гај                           | Фрањеша                      |
| 1985.      | Црвени и црни                          | Алберто Сикора               |
| 1985.      | Брисани простор (ТВ серија)            | Штимер                       |
| 1986.      | Вечерња звона                          | Ђурица                       |
| 1986.      | Досије                                 | Ђурица                       |
| 1986.      | Смоговци                               |                              |
| 1987.      | Осуђени                                | Иво                          |
| 1987.      | Краљева завршница                      | продавац пица у возу         |
| 1987.      | Теревенка                              |                              |
| 1988.      | Ћао, ћао, бамбина!                     |                              |
| 1988.      | Господски живот Стипе Звонарова        | Стипе Звонаров               |
| 1988.      | Без трећег                             | Марко                        |
| 1988.      | Вечерња звона (ТВ серија)              | Ђурица                       |
| 1988.      | Живот са стрицем                       | друг Радојица                |
| 1988.      | Сокол га није волио                    | Тома                         |
| 1988.      | Ћао, ћао, бамбина!                     | Миле                         |
| 1989.      | Лео и Бригита                          | инспектор                    |
| 1989.      | Хамбург Алтона                         | Мрва                         |
| 1989.      | Птице небеске                          | Гаврић                       |
| 1989.      | Повратак Катарине Кожул                | Винко Кожул                  |
| 1989.      | Ђавољи рај                             | немачки капетан              |
| 1989.      | Диплома за смрт                        | Губа                         |
| 1990-е     |                                        |                              |
| 1990.      | Луде гљиве                             |                              |
| 1990.      | Докторова ноћ                          | шумар                        |
| 1990.      | Операција Барбароса                    | Мирков тата                  |
| 1990.      | Стела                                  | Томо Лончар                  |
| 1991.      | Прича из Хрватске                      | Лука                         |
| 1991.      | Крхотине                               | Винко                        |
| 1991.      | Чаруга                                 | Јово Станисављевић Чаруга    |
| 1992.      | Лука                                   | Слободан Деспот              |
| 1993.      | Док нитко не гледа                     |                              |
| 1993.      | И док је срца, бит ће и Корације       | Иво Андрић                   |
| 1993.      | Контеса Дора                           | Максо Ванка                  |
| 1994.      | Вуковар се враћа кући                  |                              |
| 1994.      | Сваки пут кад се растајемо             | Мелитин супруг               |
| 1995.      | Мртва точка                            | Анте                         |
| 1995.      | Оловна причест                         |                              |
| 1995.      | Испрани                                | Иво                          |
| 1996.      | Ђед и бака се растају                  | Бранимир                     |
| 1996.      | Шокица                                 |                              |
| 1996.      | Седма хроника                          | Капо                         |
| 1996.      | Препознавање                           | полицајац                    |
| 1996.      | Анђеле мој драги                       | Јозо                         |
| 1997.      | Руско месо                             | Вук                          |
| 1997.      | Божић у Бечу                           | гост                         |
| 1997.      | Комедијице                             | Божо Ивић/генерални директор |
| 1998.      | Три мушкарца Мелите Жгањер             | Јура                         |
| 1998.      | Трансатлантик                          | Саша                         |
| 1999.      | Богородица                             | Раде                         |
| 1999.      | Кад мртви запјевају                    | Цинцо Капулица               |
| 1999.      | Маршал                                 | Лука                         |
| 1999.      | Црвена прашина                         | Кирби                        |
| 1999.      | Четвероред                             | капетан Раша                 |
| 2000-е     |                                        |                              |
| 2000.      | Млијечни пут                           | службеник                    |
| 2000.      | Црна кроника или дан жена              | председник Рунолиста         |
| 2000.      | Срце није у моди                       | Анте                         |
| 2000.      | Наши и ваши                            | доктор Јожо                  |
| 2000.      | Небо сателити                          | Скаричић                     |
| 2000.      | Је ли јасно, пријатељу?                | Славиша                      |
| 2001.      | Ајмо жути                              | Ушљебрк                      |
| 2001.      | Сами                                   |                              |
| 2001.      | Холдинг                                | Шушњара                      |
| 2001.      | Посљедња воља                          | Мато                         |
| 2001.      | Краљица ноћи                           | Емил                         |
| 2002.      | Ново доба                              | Јуре Цулар                   |
| 2002.      | Серафим, светионичарев син             | Серафинов отац               |
| 2002.      | Не дао Бог већег зла                   | Фрулин отац                  |
| 2003.      | Свједоци                               | отац                         |
| 2003.      | Ту                                     | Борис                        |
| 2003.      | Инфекција                              | Мулер                        |
| 2003.      | Испод црте                             | Мате Вранар                  |
| 2004—2006. | Црна хроника                           | Мате Бошњак Шампион          |
| 2004.      | Дуга мрачна ноћ                        | мајор                        |
| 2004.      | Златни врч                             | доктор                       |
| 2005.      | Дуга мрачна ноћ                        | мајор                        |
| 2005.      | Под ведрим небом                       | насилник                     |
| 2005.      | Што је Ива снимила 21. листопада 2003. | Божо                         |
| 2005.      | Што је мушкарац без бркова?            | Маринко                      |
| 2005.      | Отац                                   | Отац                         |
| 2005.      | Посљедња причест                       | Дарко                        |
| 2005.      | Одмори се, заслужио си: Божићно издање | Марко Космечки               |
| 2006.      | Не питај како!                         | Абас                         |
| 2006.      | Дух у мочвари                          | Вучевић                      |
| 2006.      | Пут лубеница                           | ћале                         |
| 2006.      | Тата и зетови                          | Даут                         |
| 2006-2013. | Одмори се, заслужио си                 | Марко Космечки               |
| 2007.      | Коњи врани                             |                              |
| 2007.      | Право чудо                             | председник                   |
| 2007.      | Крадљивац успомена                     |                              |
| 2008.      | Кино Лика                              | Јозо                         |
| 2008—2011. | Стипе у гостима                        | Марко Космечки               |
| 2008—2009. | Мамутица                               | начленик Павковић            |
| 2009.      | Метастазе                              | Филипов отац                 |
| 2009.      | Та твоја рука мала                     | господин                     |
| 2009.      | Црнци                                  | Иво                          |
| 2009.      | Јесен стиже, Дуњо моја (ТВ серија)     | Ваван                        |
| 2010-е     |                                        |                              |
| 2010.      | Periferija city                        | Пиљо Каменић                 |
| 2010.      | Тито                                   | Стаљин                       |
| 2011.      | Værelse 304                            | Небојша                      |
| 2011.      | Ћаћа                                   | Ћаћа                         |
| 2011.      | Јозеф                                  | Муђибар                      |
| 2011.      | Проводи и спроводи                     | Владо Дероња                 |
| 2012.      | Соња и бик                             | Антин отац                   |
| 2012.      | Недељом ујутро, суботом увече          | Недељковић                   |
| 2013.      | Шути                                   | Зенко                        |
| 2013.      | Шегрт Хлапић                           | газда                        |
| 2013—2014. | Зора дубровачка                        | Тонко Симуновић              |
| 2014.      | Косач                                  | Иво                          |
| 2014—2015. | Будва на пјену од мора                 | отац Миле Ковач              |
| 2015.      | Имена вишње                            | Славко                       |
| 2016.      | Патрола на цести                       | Дон Анђелко                  |
| 2016.      | Добродошли у Оријент Експрес           | Солдо                        |
| 2016.      | The Final Barrier                      | Иво                          |
| 2016.      | Све најбоље                            | Марко                        |
| 2017.      | Мушкарци не плачу                      | Јосип                        |
| 2017.      | Агапе                                  | бискуп Анић                  |
| 2017.      | Каталина                               | отац                         |
| 2017.      | Чувар дворца                           | Борис Бисћан                 |
| 2018.      | Осми повереник                         | Тонинов отац                 |
| 2018.      | Почивали у миру                        | Павле Ресетар                |
| 2018.      | За она добра стара времена             | Емил                         |
| 2018.      | Генерал                                |                              |